# Edie Campbell
Edith Blanche Campbell, detta Edie (Westminster, 25 settembre 1990), è una supermodella inglese.

## Biografia
Edie Campbell nasce a Westminster Roddy Campbell e Sophie Hicks, un architetto. Ha un fratello, Arthur Campbell, e una sorella, Olympia Campbell, anche lei modella e attrice. Ha frequentato la St. Paul's Girls 'School di Londra,  e successivamente si è laureata in storia dell'arte al Courtauld Institute of Art di Londra. Appassionata di equitazione ha partecipato al celebre evento equestre di Gucci Masters nel dicembre 2013.

## Carriera
Iniziò la sua carriera dopo essere apparsa su Vogue per un servizio sui giovani modelli londinesi emergenti, dove fu fotografata da Mario Testino. Lo stesso fotografo la contattò successivamente per una campagna di Burberry insieme a Kate Moss.
Da allora apparì nelle campagne pubblicitarie di Burberry, Cacharel, Christian Dior, Marc Jacobs, Bottega Veneta, Karl Lagerfeld, Lanvin, Alexander McQueen, Hugo Boss, Yves Saint Laurent, Jil Sander e Louis Vuitton. sfilò in passerelle per prestigiose case di moda come Burberry, Hermès, Chanel, Christian Dior, Calvin Klein, Balenciaga, Thakoon, Cacharel e Yves Saint Laurent, oltre ad apparire sulle cover delle più prestigiose riviste.
Nel 2013 è stata eletta Modella dell'anno ai prestigiosi British Fashion Awards. Nel 2017 viene scelta come testimonial della campagna pubblicitaria primavera/estate di Versace, accanto alla modella Anna Ewers. Nel febbraio 2019, durante la settimana della moda di Milano, sfila per molti brand, tra cui Fendi, Etro, Alberta Ferretti ed Ermanno Scervino, inoltre viene esclusa all'ultimo minuto da una filata perché considerata troppo grassa.

## Agenzie
- DNA Model - New York
- Viva - Londra, Barcellona, Parigi
- Priscilla's Model Management - Sydney

## Campagne pubblicitarie
- Alberta Ferretti A/I (2018)
- Agnona Prefall (2018)
- Alexander McQueen
- Anya Hindmarch
- Bally A/I (2018)
- Bottega Veneta
- Burberry
- Burberry Beauty
- Cacharel 'Amor Amor Forbidden Kiss' fragrance
- Carolina Herrera A/I (2018)
- Christian Dior
- Christopher Kane
- CK Calvin Klein
- Cos (2021-2022)
- Diesel
- Ermanno Scervino P/E (2019)
- Etro P/E (2019)
- Fendi
- Full Circle
- Isabel Marant
- H&M
- Hugo Boss
- Jil Sander
- John Galliano
- Just Cavalli
- Karl Lagerfeld
- Lanvin
- Les Petites
- Louis Vuitton
- Marc by Marc Jacobs
- Marc Jacobs
- Marc O'Polo (2018)
- Miu Miu P/E (2018)
- Orla Kiely
- Pepe Jeans
- Roberto Cavalli
- Sacai
- Sandro
- Versace P/E (2017)
- YSL Beauty
- Zalando
- Zara (2020)
- Zara 50th Anniversary 50 Years 50 Icons (2025)

## Ascendenza
|                             |   |                               | Genitori                         |  |  | Nonni |  |  | Bisnonni                            |  |  | Trisnonni                         |  |
|                             |   |                               |                                  |  |  |       |  |  | Donald Campbell, II barone Colgrain |  |  | Colin Campbell, I barone Colgrain |  |
|                             |   |                               |                                  |  |  |       |  |  | Donald Campbell, II barone Colgrain |  |  | Colin Campbell, I barone Colgrain |  |
|                             |   | lady Angela Ryder             |                                  |  |  |       |  |  | Donald Campbell, II barone Colgrain |  |  |                                   |  |
| Neil Donald Campbell        |   |                               |                                  |  |  |       |  |  | Donald Campbell, II barone Colgrain |  |  |                                   |  |
|                             |   | Margaret Emily Carver         | Percy William Carver             |  |  |       |  |  |                                     |  |  |                                   |  |
|                             |   | Margaret Emily Carver         | Percy William Carver             |  |  |       |  |  |                                     |  |  |                                   |  |
|                             |   | Margaret Emily Carver         | Margaret Evelyne Moss            |  |  |       |  |  |                                     |  |  |                                   |  |
| Roderick Hugo Campbell      |   | Margaret Emily Carver         |                                  |  |  |       |  |  |                                     |  |  |                                   |  |
|                             |   | sir Ronald Cross, I baronetto | James Carlton Cross              |  |  |       |  |  |                                     |  |  |                                   |  |
|                             |   | sir Ronald Cross, I baronetto | James Carlton Cross              |  |  |       |  |  |                                     |  |  |                                   |  |
|                             |   | sir Ronald Cross, I baronetto | Marian Gertrude Hibbert          |  |  |       |  |  |                                     |  |  |                                   |  |
| Angela Louise Vereker Cross |   | sir Ronald Cross, I baronetto |                                  |  |  |       |  |  |                                     |  |  |                                   |  |
|                             |   | Louise Marion Green-Emmott    | Walter Egerton John Green-Emmott |  |  |       |  |  |                                     |  |  |                                   |  |
|                             |   | Louise Marion Green-Emmott    | Walter Egerton John Green-Emmott |  |  |       |  |  |                                     |  |  |                                   |  |
|                             |   | Louise Marion Green-Emmott    | Kathleen Louise Vereker          |  |  |       |  |  |                                     |  |  |                                   |  |
| Edie Campbell               |   | Louise Marion Green-Emmott    |                                  |  |  |       |  |  |                                     |  |  |                                   |  |
|                             | … | …                             |                                  |  |  |       |  |  |                                     |  |  |                                   |  |
|                             | … | …                             |                                  |  |  |       |  |  |                                     |  |  |                                   |  |
|                             | … | …                             |                                  |  |  |       |  |  |                                     |  |  |                                   |  |
| Richard Hicks               | … |                               |                                  |  |  |       |  |  |                                     |  |  |                                   |  |
|                             |   | …                             | …                                |  |  |       |  |  |                                     |  |  |                                   |  |
|                             |   | …                             | …                                |  |  |       |  |  |                                     |  |  |                                   |  |
|                             |   | …                             | …                                |  |  |       |  |  |                                     |  |  |                                   |  |
| Sophie Hicks                |   | …                             |                                  |  |  |       |  |  |                                     |  |  |                                   |  |
|                             |   | …                             | …                                |  |  |       |  |  |                                     |  |  |                                   |  |
|                             |   | …                             | …                                |  |  |       |  |  |                                     |  |  |                                   |  |
|                             |   | …                             | …                                |  |  |       |  |  |                                     |  |  |                                   |  |
| …                           |   | …                             |                                  |  |  |       |  |  |                                     |  |  |                                   |  |
|                             |   | …                             | …                                |  |  |       |  |  |                                     |  |  |                                   |  |
|                             |   | …                             | …                                |  |  |       |  |  |                                     |  |  |                                   |  |
|                             |   | …                             | …                                |  |  |       |  |  |                                     |  |  |                                   |  |
|                             |   | …                             |                                  |  |  |       |  |  |                                     |  |  |                                   |  |